# Jean-Baptiste Bertolosi
Jean Baptiste Bertolosi, né le 28 octobre 1749 à Ajaccio (Corse), mort le 20 janvier 1828 au Mans (Sarthe), est un général de brigade français de l’Empire.

## États de service
Entré dans la Légion Corse le 3 juillet 1770, caporal le 6 août 1770, sergent le 12 octobre 1772, sergent-major le 12 septembre 1777, adjudant le 11 septembre 1780. Passé au Bataillon des Chasseurs Royaux Corses (futur 3e Bataillon d'Infanterie Légère) le 17 mars 1788 à la dissolution du Royal-Corse. 
Sous-lieutenant le 28 octobre 1791, il devient adjudant-major le 25 avril 1792. Nommé à l'armée d'Italie de 1792 à 1796, il est promu capitaine adjudant-major le 15 mars 1793. Il est nommé provisoirement adjudant-général chef de bataillon par les Représentants du peuple dans le Midi le 27 décembre 1793. Il est élevé au grade d'adjudant-général chef de brigade provisoirement par les Représentants du peuple, le 16 juin 1795 et commandant temporaire à Toulon en 1796. 
Il est réformé comme chef de bataillon le 18 janvier 1797. 
Il passe au service de la République cisalpine avec le grade d'adjudant-général chef de brigade le 18 novembre 1797. Il sert en Italie en 1798 et 1799, et il capitule à Turin le 20 juin 1799.
Sous-inspecteur aux revues avec le grade d'adjudant-commandant en mars 1802, il devient adjudant-commandant, chef d'état-major de la division de l'intérieur sous le général Pascal Antoine Fiorella en 1804.
Il est promu général de brigade dans l'infanterie le 4 avril 1804 et commandant d'armes à Milan le 5 novembre 1804. Il est fait chevalier de la Légion d’honneur le 23 décembre 1807.
Il commande la 1re division territoriale en 1813. Licencié du service italien le 31 mai 1814, il commande la place de Porto-Ferrajo, et il quitte l'île d'Elbe le 8 juin 1815. Il débarque à Toulon le 15 juin et il est à Paris le 30 juin. Il suit la retraite de l'armée de la Loire. 
Réadmis au service français avec le grade de maréchal de camp le 31 octobre 1815. Il est admis à la retraite le 16 mars 1816.

## Sources
- http://www.napoleon-series.org/research/frenchgenerals/c_frenchgenerals5.html
- http://thierry.pouliquen.free.fr/Generaux/gnxB.htm